# Caffarelli

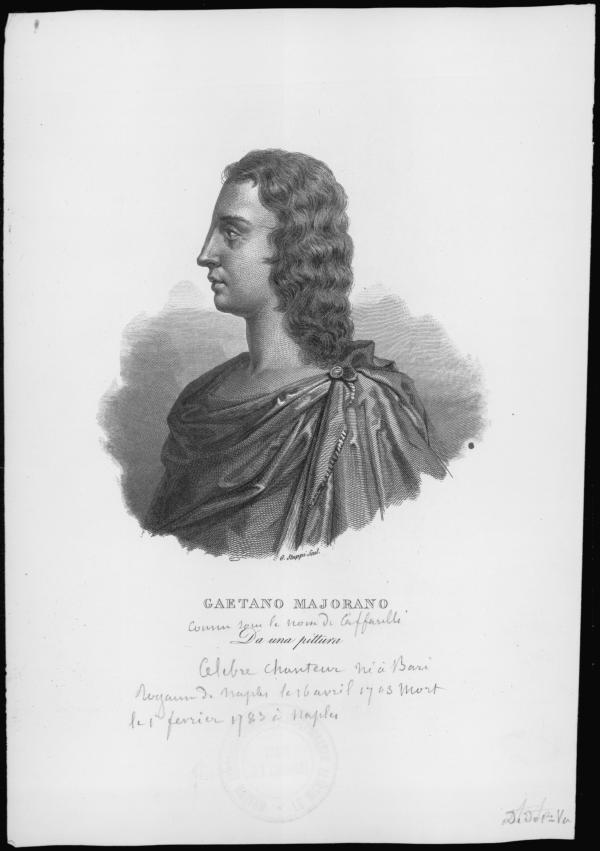
Gaetano Majorano (Caffarelli)

Caffarelli (mit bürgerlichem Namen Gaetano Majorano; * 12. April 1710 in Bitonto bei Bari; † 31. Januar 1783 in Neapel) war ein berühmter italienischer Opernsänger (Sopran-Kastrat).

## Leben
Den ersten Musikunterricht erhielt Gaetano Majorano bei einem nicht näher bekannten Maestro Caffaro (nicht identisch mit Pasquale Cafaro), der den Kirchenchor seiner Heimatstadt leitete und bei seinem Künstlernamen Pate stand. Im Alter von etwa neun Jahren ließ sich Caffarelli angeblich auf eigenen Wunsch kastrieren und wurde im Conservatorio Sant’Onofrio von Neapel Schüler von Nicola Porpora, der als bester Gesangslehrer Italiens galt. Der Legende nach bildete eine einzelne Seite mit Tonleiterübungen (Solfeggien) das einzige Unterrichtsmaterial, und Caffarelli soll nichts anderes getan haben, als fünf Jahre lang tagein, tagaus diese Übungen zu wiederholen. Danach entließ Porpora ihn mit den Worten: „Gehe hin, mein Sohn. Ich kann dich nichts mehr lehren. Du bist jetzt der größte Sänger Italiens und der ganzen Welt!“ Ein solches Blatt von Porporas Hand existiert tatsächlich, seine Schüler dürften es aber eher zum täglichen Einsingen vor dem Unterricht benutzt haben. Zudem soll Porpora immer schon recht ungehalten darauf reagiert haben, wenn er auf seine Unterrichtsmethode, die er bei Caffarelli angewandt hatte, angesprochen worden war.
Sein erstes Engagement erhielt Caffarelli in Rom, wo er im Karneval 1726 in der Oper Valdemaro von Domenico Sarro debütierte. In den folgenden Jahren eroberte Caffarelli die Bühnen der Iberischen Halbinsel im Sturm, wobei er mehrmals gemeinsam mit seinem großen Rivalen Farinelli auftrat. Nach dessen Abschied von der Opernbühne war Caffarelli unangefochten der berühmteste Sänger Italiens – wie sein Lehrer Porpora vorausgesagt hatte.
1738 folgte er einer Einladung an das von Georg Friedrich Händel geleitete Haymarket Theatre in London, wo er in den Uraufführungen von Händels Opern Faramondo und Serse mitwirkte. Für Caffarelli schrieb Händel die berühmte Arie „Ombra mai fu“ aus Serse (allgemein als „Largo von Händel“ bekannt), dieser fand jedoch an Händels Musik wenig Geschmack (und Händel seinerseits keinen Gefallen an Caffarellis Interpretation). Da ihm auch England selbst nicht behagte, kehrte er nach Ende der Saison in seine Heimat zurück. Dazu muss jedoch angemerkt werden, dass selbst Farinelli, kurz bevor Caffarelli nach England kam, schon keine großen Erfolge mehr erringen konnte, was zum größten Teil an den schlechten Opern lag, die er singen musste, aber auch daran, dass das Interesse der Engländer an der italienischen opera seria generell nachzulassen begann und sie sich verstärkt dem „heimischen“ Musiktheater zuwandten. Caffarelli soll sich auch erst dazu bereiterklärt haben, nach London zu reisen, nachdem klar war, dass sein größter Rivale Farinelli in Spanien bleiben und nicht nach England zurückkehren würde. Interessant ist auch, dass es Händel geschafft hatte, Caffarelli dazu zu bewegen, seine Auftrittsarie „Ombra mai fu“ ganz zu Beginn der Oper zu singen, da der wichtigste Sänger ansonsten nicht in den ersten Minuten auf der Bühne erscheint. Anders als es heute in Opernhäusern üblich ist, herrschte vor allem in den ersten Minuten im Zuschauerraum stets eine große Unruhe, weshalb die wichtigen Arien des „Superstars“ dann natürlich nicht in diesen Zeitraum gelegt wurden. Außerdem reagierte Caffarelli sehr ungehalten auf jede Art Störung aus dem Publikum, während er sang.

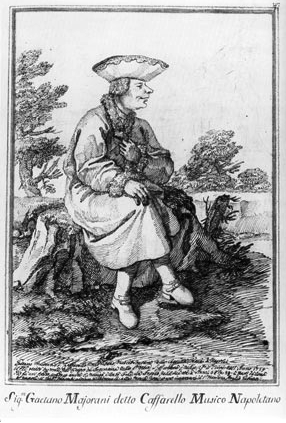
Caffarelli; Karikatur von Pier Leone Ghezzi

Caffarellis unaufhaltsame Karriere war immer wieder von Skandalen begleitet, die seinem Ansehen jedoch nicht ernstlich schadeten. Ein bezeichnender Vorfall aus dem Jahre 1739 macht dies deutlich: Caffarelli prügelte sich in einer Kirche mit einem Kollegen, von dem er sich beleidigt glaubte. Er wurde wegen Gotteslästerung angeklagt, aber vom bourbonischen König Karl III. begnadigt. Der König wünschte nämlich, dass Caffarelli in Madrid die Hochzeitsfeierlichkeiten seines jüngeren Bruders mit seinem Gesang verschönern solle. Mit der Altistin Vittoria Tesi reiste Caffarelli für ein Jahr nach Spanien. Nach seiner Rückkehr konzentrierte er seine Auftritte überwiegend auf Neapel, unterbrochen durch ein Gastspiel in Wien im Jahre 1749. Dort musste er den einzigen nennenswerten Misserfolg seiner Karriere hinnehmen, als es dem jungen Tenor Anton Raaff gelang, den arrivierten Star in der Gunst des Publikums auszustechen. Der Librettist Metastasio berichtete Farinelli nicht ohne Schadenfreude vom Scheitern Caffarellis in Wien. Caffarelli entschuldigte sich, laut Metastasio, für seinen nicht gelungenen Auftritt damit, dass ihn die Anwesenheit der hohen Herrschaften so verwirrt hätte, dass er nicht imstande gewesen sei, sich auf seinen Gesang zu konzentrieren. Verunsichert durch dieses für ihn ungewohnte Fiasko legte der erfolgsverwöhnte Caffarelli ein sehr bescheidenes Verhalten an den Tag. Metastasio schrieb Farinelli, dass er Caffarelli zurzeit nicht mehr wiedererkennen würde.
1753 gastierte Caffarelli in Paris. Eine goldene Schnupftabaksdose, die ihm als Geschenk Ludwigs XV. überreicht wurde, wies er als seiner unwürdig zurück. Daraufhin erhielt er eine vom König höchstpersönlich unterzeichnete, für drei Tage gültige Aufenthaltserlaubnis – eine diskrete Aufforderung, das Land innerhalb dieser Frist zu verlassen. Ob diese Geschichte stimmt, ist jedoch umstritten.
Nach einem Gastspiel in Lissabon, das durch das große Erdbeben von 1755 ein abruptes Ende fand, ließ sich Caffarelli endgültig in seiner Heimat nieder. Von seinem beträchtlichen Vermögen erwarb er ein großes Landgut bei Otranto (das ihm den Titel eines Herzogs von San Donato einbrachte) und ein Stadtpalais in Neapel. Die dort angebrachte lateinische Inschrift „Amphion Thebas, ego Domum“ („Amphion erbaute Theben, ich dieses Haus“) ist eine Anspielung auf die Legende des griechischen Sängers Amphion, der die Stadtmauer von Theben erbaute, indem er die Steine alleine durch seinen Gesang bewegte. (Ein anonymer Spaßvogel ergänzte sie später: „Ille cum, tu sine“ – „Er mit, du ohne“.) 1768 gab er in Alceste in Ebuda von Giovanni Paisiello seine Abschiedsvorstellung. Danach hat er noch lange Jahre bei Wohltätigkeitsveranstaltungen gesungen und auch sonst die Bedürftigen der Stadt großzügig unterstützt. Er wurde im Kapuzinerkloster Sant’Efremo Vecchio beigesetzt.

## Bedeutung
Caffarelli gilt als einer der größten Sänger, die je die Opernbühne betreten haben – in einer Epoche, als große Sängerpersönlichkeiten den Stil der für sie geschriebenen Werke oft wesentlich mit beeinflussten. Unter den Arien, die ihm von den namhaftesten Komponisten seiner Zeit auf den Leib geschrieben wurden, finden sich einige der spektakulärsten Gesangsstücke der gesamten Musikliteratur. In der Arie „Per trionfar pugnando“, die den 2. Akt der Oper Arianna e Teseo von Giuseppe de Majo beschließt (Neapel 1747), schrauben sich die Koloraturen zum Beispiel bis d’’’ hinauf, wobei die Stimme noch den Glanz von vier Trompeten im Orchester überstrahlen muss. (Eine Abschrift der Partitur dieser Oper befindet sich in der Bibliothek des Conservatorio di San Pietro a Majella in Neapel, Signatur I-Nc 28.3.3.; eine digitalisierte Version kann unter www.internetculturale.it eingesehen werden). Andererseits zeigt eine so schlichte und getragene Melodie wie „Se mai senti spirarti sul volto“ aus La clemenza di Tito von Gluck (neuerdings von Cecilia Bartoli auf CD aufgenommen), dass seine Kunst sich nicht in reiner Kehlkopfakrobatik erschöpft haben kann.

## Rollenverzeichnis (Auswahl)
Nachstehend eine Liste von Opern, bei deren Uraufführung Caffarelli mitwirkte, mit Angabe der Rolle, die er darin verkörperte (soweit bekannt):
- Alvida in Valdemaro von Domenico Sarro (Rom 1726)
- Arianna in Arianna e Teseo von Francesco Feo (Turin 1728)
- Alcasto in Nerina von Antonio Pollarolo (Venedig 1728)
- Tigrane in Mitridate von Nicola Porpora (Rom 1730)
- Siface von Nicola Porpora (Rom 1730)
- Pirro in Cajo Fabrizio von Johann Adolph Hasse (Rom 1732)
- Arminio in Germanico in Germania von Nicola Porpora (Rom 1732)
- La Candace von Giovanni Battista Lampugnani (Mailand 1732)
- Medarse in Siroe, re di Persia von Johann Adolph Hasse (Bologna 1733)
- Ruggiero in Il castello d’Atlante von Leonardo Leo (Neapel 1734)
- Farnaspe in Adriano in Siria von Giovanni Battista Pergolesi (Neapel 1734)
- Faramondo in Faramondo von Georg Friedrich Händel (London 1738)
- Serse in Serse von Georg Friedrich Händel (London 1738)
- Scitalce in Semiramide riconosciuta von Nicola Porpora (Neapel 1739)
- Teseo in Arianna e Teseo von Giuseppe de Majo (Neapel 1747)
- Cesare in Catone in Utica von Niccolò Jommelli (Wien 1749)
- Imeneo in La vittoria d’Imeneo von Baldassare Galuppi (Turin 1750)
- Farnace von Tommaso Traetta (Neapel 1751)
- Sesto in La clemenza di Tito von Christoph Willibald Gluck (Neapel 1752)
- Poro in Alessandro nell’Indie von Davide Perez (Lissabon 1755)
- Il trionfo di Clelia von Johann Adolph Hasse (Neapel 1762)
- Alceste in Ebuda von Giovanni Paisiello (Neapel 1768)